# Loybas Hill (California)
Loybas Hill (antes Squaw Hill) es una comunidad no incorporada en el condado de Tehama, en el estado estadounidense de California. Según el Geographic Names Information System («Sistema de Información de Nombres Geográficos», la comunidad está en el lado oeste del río Sacramento y 4,6 millas al sureste de la ciudad de Corning.

## Historia

### Orígenes del nombre
Según la historiadora local Marguerite Dietz, en el siglo XIX, los capitanes de los barcos fluviales llamaban a la zona Squaw Hill porque había mujeres nativas norteamericanas ancianas («squaws») que vivían en la orilla occidental del río Sacramento y las saludaban.
El nombre Loybas Hill fue propuesto por la banda Paskenta de indios Nomlaki, para honrar a las mujeres nativas pasadas, presentes y futuras de la zona y que viven en ella. Loybas se traduce como «jovencita». El nombre fue cambiado en 2023 después de la revisión por parte de la Junta de Nombres Geográficos, parte del Departamento del Interior, como parte de un proceso para eliminar los nombres despectivos del uso federal.

### Ferry y desembarcos

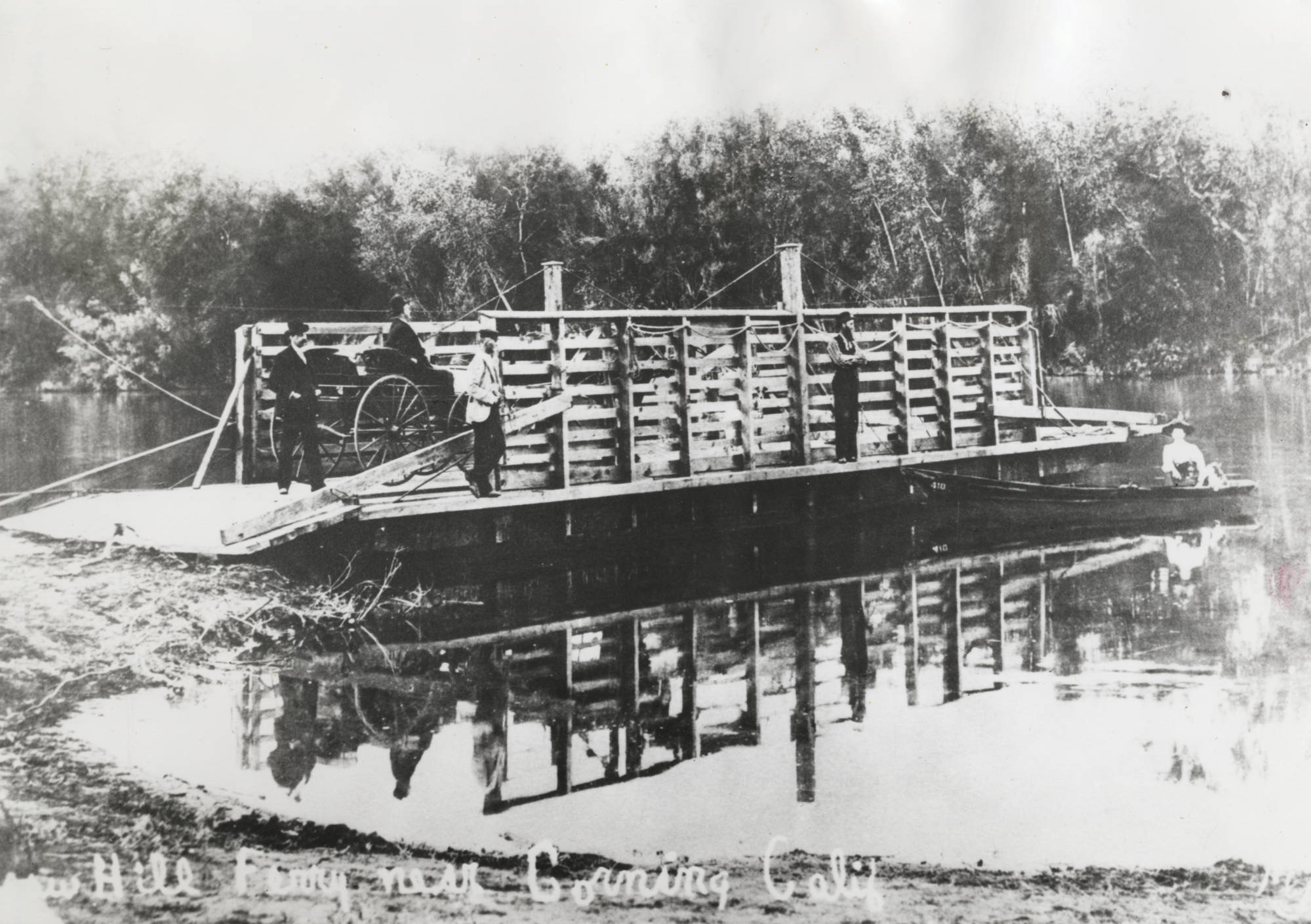
Ferry de Squaw Hill en el río Sacramento (c. 1890).

Uno de los primeros pobladores de la zona fue William C. Moon, un cazador de Tennesee que se mudó a California con la expedición Workman-Rowland en 1841. Ex «banderista de osos», se instaló al oeste de Rancho Bosquejo, y construyó lo que probablemente fue la primera casa de madera en el condado de Tehama, dos millas al sur de Squaw Hill entre 1847 y 1849. Durante la fiebre del oro de California, Moon operó un ferry a través del río Sacramento, donde más tarde se construyó un puente en la carretera entre Vina y Corning. La Moon House en sí era una taberna que servía a buscadores y mineros en busca de oro.
En la década de 1880, los agricultores almacenaban trigo en un almacén en Squaw Hill para cargarlo en barcos de vapor. Muchos desembarcos a lo largo del río se hacían con maleza y poda de árboles, sobre los cuales los barcos colocaban tablas para cargar la carga. Los enganches eran un problema grave en el tramo de doce millas entre Squaw Hill y Tehama, y retirar troncos y otros restos de madera resultaba costoso para muchas compañías de vapor.

### Puente
El primer puente Woodson en el cruce de Squaw Hill se inauguró el 16 de febrero de 1922, poniendo fin al servicio de ferry local. Lleva el nombre de Warren N. Woodson, un empresario de Corning. En ese momento, era el primer río que cruzaba al sur de Tehama. El puente fue reconstruido en 1974, y dedicado en 1975.
En 1932, The Sacramento Union informó que los agricultores del condado de Tehama habían cercado un área de parque junto al puente para hacer barbacoas y picnics, e instalaron una bomba de agua antigua. En el verano de 1934, la Sra. Leroy Martin de Squaw Hill hizo circular una petición para mantener el área abierta como parque. Durante los siguientes 40 años, los residentes de Squaw Hill, Vina y Corning recaudaron fondos y se ofrecieron como voluntarios para crear el parque fluvial del condado de Tehama en la orilla oriental del río Sacramento.

### Escuela

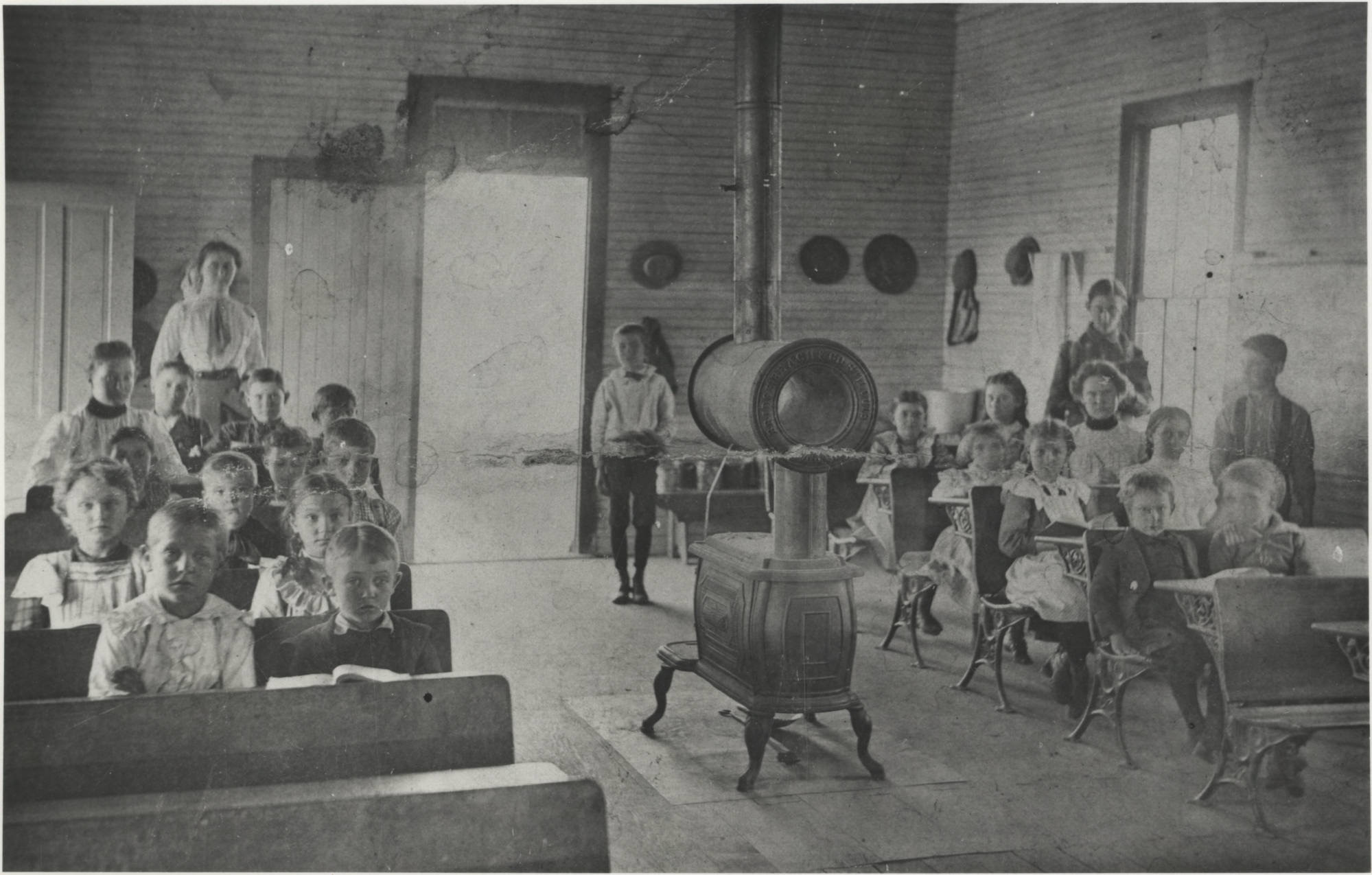
Dentro de la primera Moon School.

A finales del siglo XIX, los residentes de Squaw Hill construyeron una escuela en un terreno donado por William McLane, en la esquina de Hall Road y Loleta Avenue. Conocida como la Moon School, se mudó a un nuevo edificio de dos habitaciones en septiembre de 1906.
En junio de 1953, la matrícula de la escuela se había reducido a 15 estudiantes, con un solo maestro para ocho grados. El distrito escolar de Moon se consolidó con el Distrito Primario Corning Union durante el siguiente año escolar.

### Población
Basado en datos del censo de 1990, un informe del Departamento de Agricultura de los Estados Unidos encontró que la población del «grupo de bloques» de Squaw Hill era de 2028.

## Agricultura
En la década de 1920, la comunidad de Loybas Hill tenía huertos de olivos, melocotoneros y ciruelos. Los cultivos cultivados incluían alfalfa y maíz. El ganado incluía vacas y ovejas lecheras. En 1932, los ganaderos de la zona cultivaban sorgo.
En 1969, el Red Bluff Daily News informó que Pioneer Nursery tenía 5,5 acres de plántulas de pistacho en el área de Squaw Hill, cuando los pistachos se consideraban un fruto seco prometedor en California.

## Compañía telefónica
En 1909, los ganaderos de la zona formaron la empresa independiente Squaw Hill Telephone Company para asegurarse de poder comunicarse con el departamento de bomberos de Corning en caso de emergencias y hablar con sus vecinos sin tener que conducir. Inicialmente formaron la empresa 17 parejas, entre ellas Emil Staheli, tesorero, y su esposa Helen. Durante los primeros 44 años, hubo 16 miembros en una sola línea. Uno de los miembros era Squaw Hill Ferry.
La primera línea se hizo colocando postes de 2 por 4 en la cerca y enganchando un extremo a la línea de la compañía en Corning. En 1953, los miembros de la empresa votaron a favor de reconstruir la línea, creando dos líneas con ocho partidos en cada una. Las nuevas líneas utilizaban alambre pesado y aisladores de vidrio, así como postes de cedro, y se conectaban al cable telefónico principal en la esquina de la escuela Moon. Los propios propietarios locales se encargaron de subir los postes y solucionar problemas.
En 1969, los miembros de la empresa llegaron a un acuerdo con Pacific Telephone Company para hacerse cargo de su servicio telefónico local. En ese momento, Squaw Hill Telephone Company era una de las últimas empresas de este tipo que quedaban en existencia. Durante un período de 60 años, 64 familias habían sido miembros de la empresa.

## Lectura adicional
- Hislop, Donald L.; Hughes, Benjamin M. (2007). Tehama County Place Names. Red Bluff, California.

- Datos: Q54888571